# Clapshot

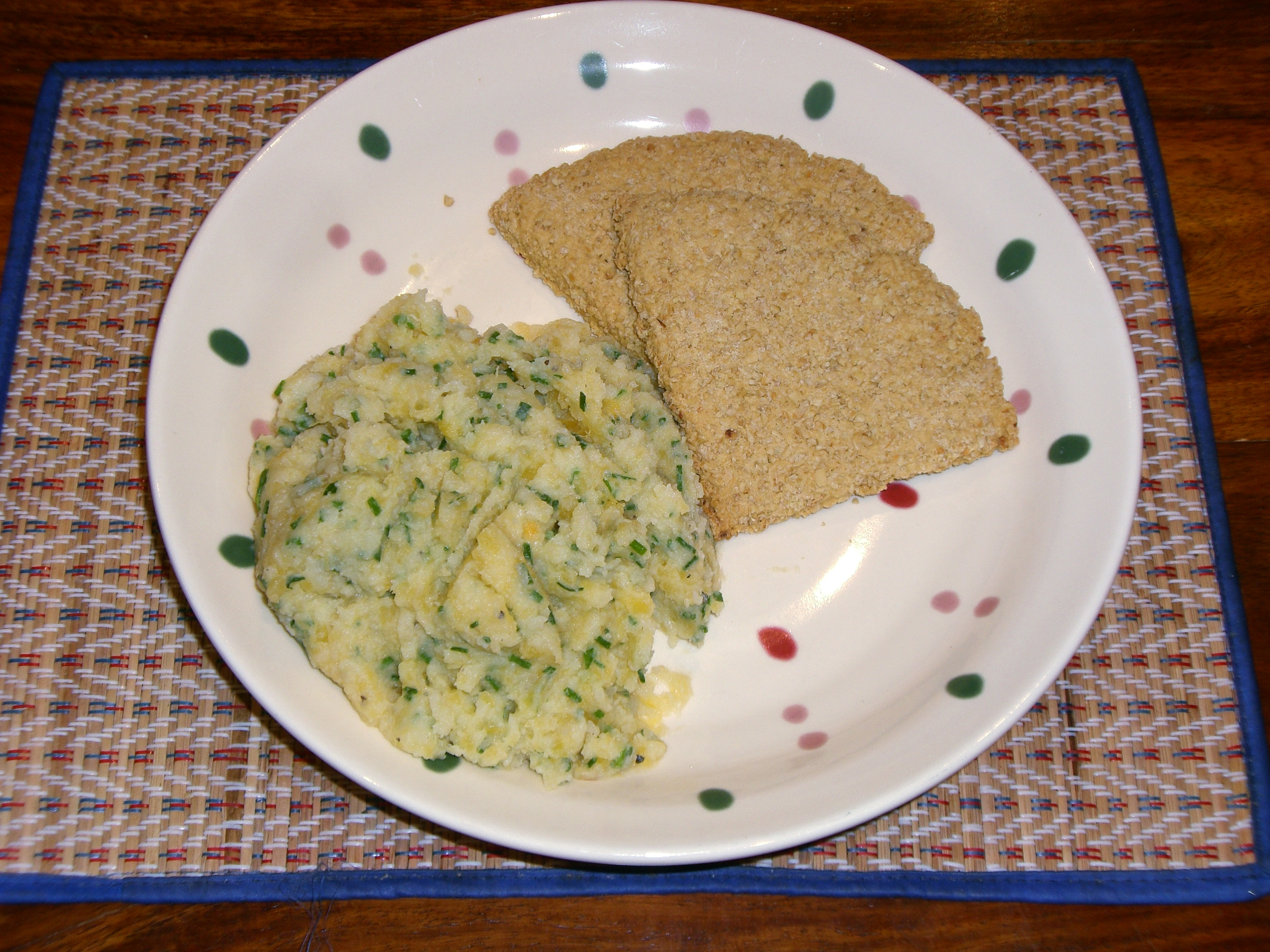
Clapshot con oatcakes.

Clapshot es un plato tradicional de la cocina escocesa que es originario de las Orcadas y que puede ser servido con haggis, tortas de avena, salchichas picadas o carne picada. Se prepara combinando puré de nabos con patatas (lo que se denomina cariñosamente como neeps and tatties) con la añadidura de cebollino, mantequilla o cualquier salsa, sal y pimienta y, en algunas versiones, cebolla finamente picada.